# Overhearing
Overhearing [ˌoʊvəˈhiːɹɪŋ] (engl. (to) overhear, „etw. zufällig mithören“) nennt man in Rechnernetzen den unerwünschten Umstand, dass ein Computer den Nachrichtenaustausch zweier anderer Computer im Netz mit anhört. Unerwünscht ist dies in diesem Falle nicht aus Gründen des Datenschutzes oder der Sicherheit – wie die Zweitbedeutung „belauschen“ des Begriffs „overhear“ nahelegen könnte –, sondern unter dem rein technischen Gesichtspunkt, dass der Mithörer Zeit und Energie verschwendet, weil er mit dem nicht für ihn bestimmten Informationen nichts anfangen kann.
Overhearing tritt besonders dann auf, wenn sich die Computer eines Netzes einen gemeinsamen Übertragungskanal teilen, beispielsweise eine einzelne Funkfrequenz oder ein einzelnes Datenübertragungskabel. Das ständige Abhören des Übertragungskanals ist eine einfache Möglichkeit der Trägerprüfung, also um herauszufinden, ob das Medium frei und damit für den eigenen Datenaustausch verfügbar ist. Besonders in ressourcenkritischen Netzen wie Ad-hoc-Netzen ist Overhearing jedoch zu vermeiden, weil das ständige Mithören die begrenzten Kapazitäten der beteiligten Endgeräte (Energiereserve bei batteriebetriebenen Geräten, Rechenzeit bei Feldbussystemen, …) zu stark belastet.

## Abhilfe
Es gibt verschiedene Ansätze, um Overhearing zu minimieren. Einer ist das Versenden zusätzlicher Informationen darüber, wie lange ein Datenaustausch vermutlich dauern wird. Der Mithörer kann daraus erschließen, dass der Übertragungskanal erst nach Ablauf dieser Zeitspanne wieder frei wird und währenddessen auf das Abhören des Mediums verzichten (virtuelle Trägerprüfung). Ein anderer Ansatz ist das Verwenden von Zeitfenstern im Rahmen des Time Division Multiple Access, das heißt, dass Kommunikationen nur noch in regelmäßigen Zeitabständen beginnen dürfen. Statt das Medium ständig abzuhören, kann sich der Mithörer darauf beschränken, die Trägerprüfung nur noch zu diesen fest bestimmten Zeitpunkten durchzuführen.